# Terremotos de Azerbaiyán Occidental de 2022 y 2023
A partir del 21 de septiembre de 2022 y hasta 2023, se produjo un enjambre de terremotos en la provincia iraní de Azerbaiyán Occidental, cerca de la ciudad de Khoy, cerca de la frontera con Turquía. Debido principalmente a tres eventos, un total de 3.880 edificios fueron destruidos y otros 52.301 resultaron dañados en Khoy, incluidas casi 1.000 escuelas. Tres personas murieron y más de 3.310 resultaron heridas, casi todas por el pánico y solo unas pocas por el derrumbe de casas.

## Entorno tectónico
Irán se encuentra dentro de la complicada zona de colisión continental entre las placas arábiga y euroasiática, que se extiende desde el cinturón plegado y corrido de Zagros en el sur hasta las montañas del Cáucaso y las montañas Kopet Dag en el norte. En el noroeste de Irán, la Placa arábiga se mueve a unos 20 mm por año en relación con la Placa euroasiática. La deformación cerca de la ciudad de Tabriz está dominada por la falla del norte de Tabriz, que ha sido responsable de siete grandes terremotos de magnitud 6,0 o superior desde el año 858 d. C. Otras fallas activas conocidas incluyen una falla de dirección oeste-este entre las ciudades de Ahar y Heris. Este mismo entorno fue responsable de un terremoto de magnitud 6,4 el 11 de agosto de 2012, que mató a 306 personas e hirió a más de 3.000. El 23 de febrero de 2020, dos terremotos causaron diez muertos y numerosos heridos en ambos países.

## Secuencia de terremotos
Los terremotos ocurrieron cerca de la ciudad de Khoy y comenzaron con uno de magnitud 5,1 el 21 de septiembre. El 5 de octubre, un terremoto de magnitud 5,6 golpeó unos 8 kilómetros al sureste de Khoy, a una profundidad de 15 kilómetros. El 18 de enero de 2023, un terremoto de magnitud 5,7 se produjo a unos 4 km al suroeste. Diez días después, el 28 de enero, un terremoto de magnitud 5,9 se produjo a 2 kilómetros al suroeste. El sismo principal también se sintió en Turquía, Azerbaiyán y Armenia. Una réplica de magnitud 5,2 se produjo el 16 de marzo, seguida de un evento de magnitud 5,6 el 24 de marzo.